# Base Naval de la Bahía de Guantánamo

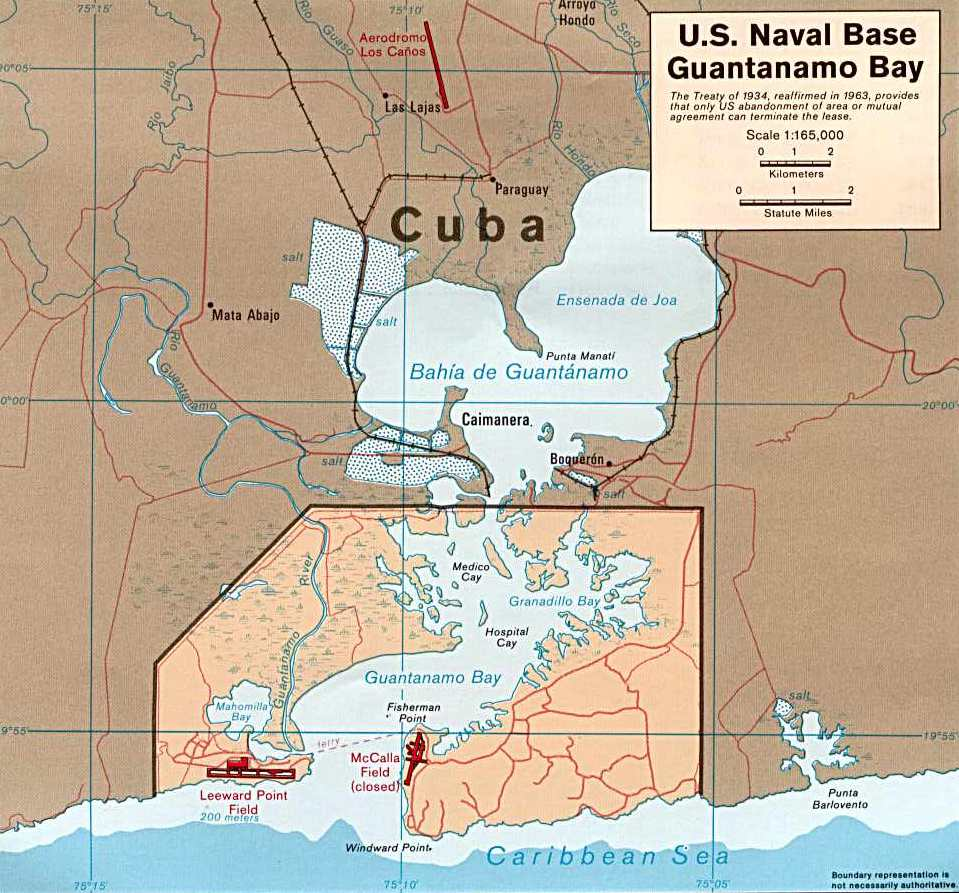
Vista general de la base en la bahía de Guantánamo.

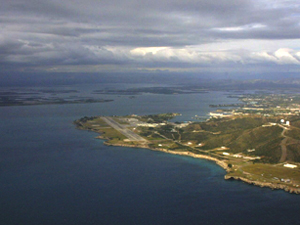
Vista general de la base en la bahía de Guantánamo.

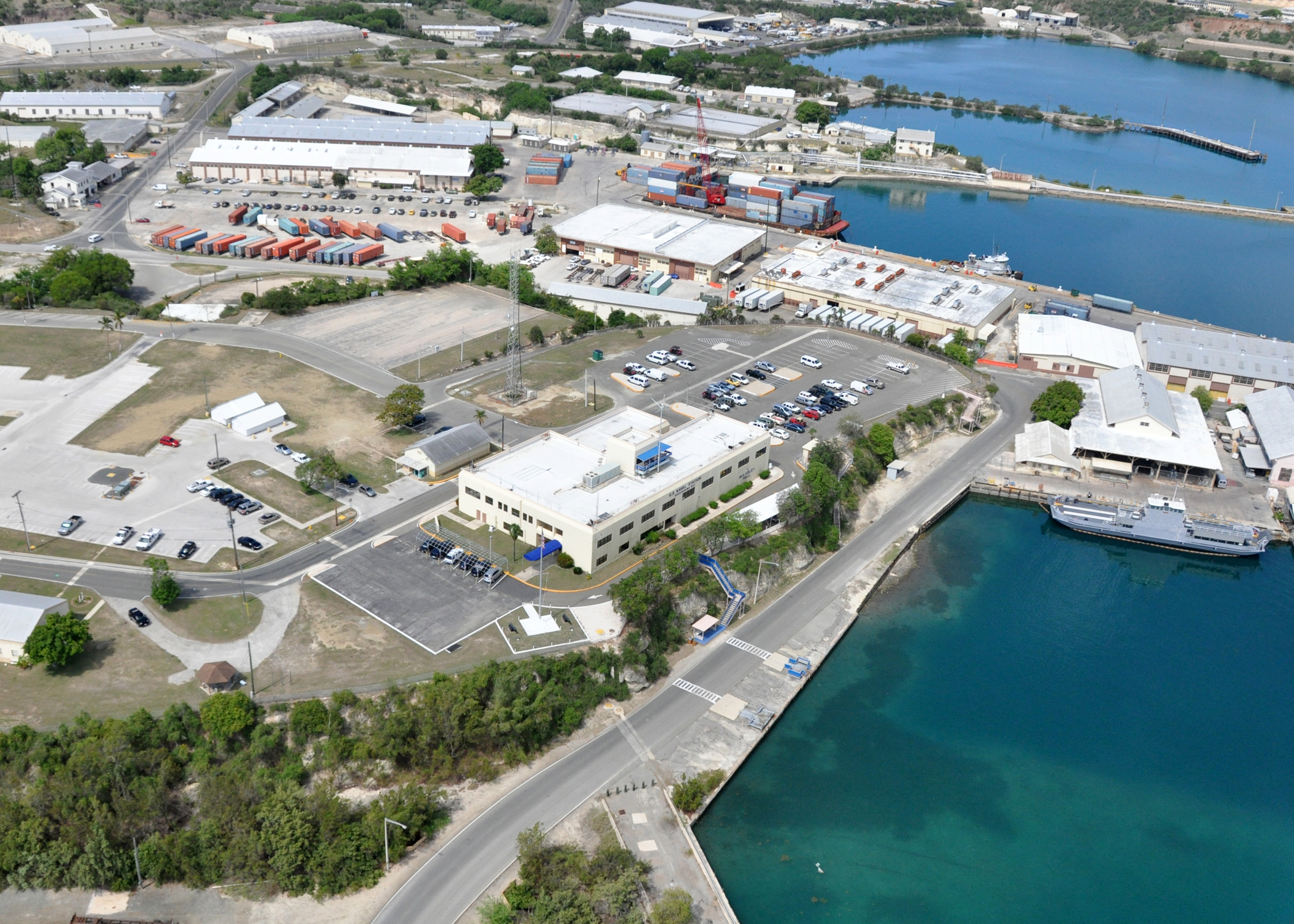
Vista del Bulkeley Hall, la sede y edificio de administración de la base naval de la bahía de Guantánamo.

La Base Naval de la Bahía de Guantánamo (en inglés: Guantanamo Bay Naval Base o Gitmo) es un enclave e instalación militar de los Estados Unidos de América en el mar Caribe. Cuba reclama ser el Estado soberano de dicho territorio. Este último país disputa su soberanía sobre la base y la considera un territorio ocupado, pero los Estados Unidos se niegan a poner fin al arriendo haciendo valer el Tratado cubano-estadounidense de 1903. Para el gobierno cubano, el territorio de la base es parte del municipio de Caimanera, dentro de la provincia de Guantánamo. Se localiza al extremo sureste de Cuba y alberga una base naval estadounidense de aproximadamente 117,6 km² (49,4 de tierra firme y el resto de agua y pantanos), en que se encuentra su prisión militar. El perímetro de la base se extiende por 28,5 km.

## Historia
La Estación Naval en la Bahía de Guantánamo se estableció en 1898, cuando Estados Unidos ocupó militarmente la isla tras la derrota de España en la guerra hispano-estadounidense. El gobierno de Estados Unidos obtuvo un arrendamiento perpetuo que comenzó el 23 de febrero de 1903, con la firma por parte de Tomás Estrada Palma, primer presidente de la República de Cuba, del Tratado cubano-estadounidense.

Artículo I. La República de Cuba arrienda por el presente a los Estados Unidos por el tiempo que las necesitare para el objeto de establecer en ellas estaciones carboneras o navales, las extensiones de tierra y agua situadas en la isla de Cuba que a continuación se describen: (...)

Artículo III: Si bien los Estados Unidos reconocen por su parte la continuación de la soberanía definitiva de La República de Cuba sobre las extensiones de tierra y agua arriba descritas, la república de Cuba consiente, por su parte, en que, durante el período en que los Estados Unidos ocupen dichas áreas a tenor de las estipulaciones de este convenio, los Estados Unidos ejerzan jurisdicción y señoríos completos sobre dichas áreas (...)

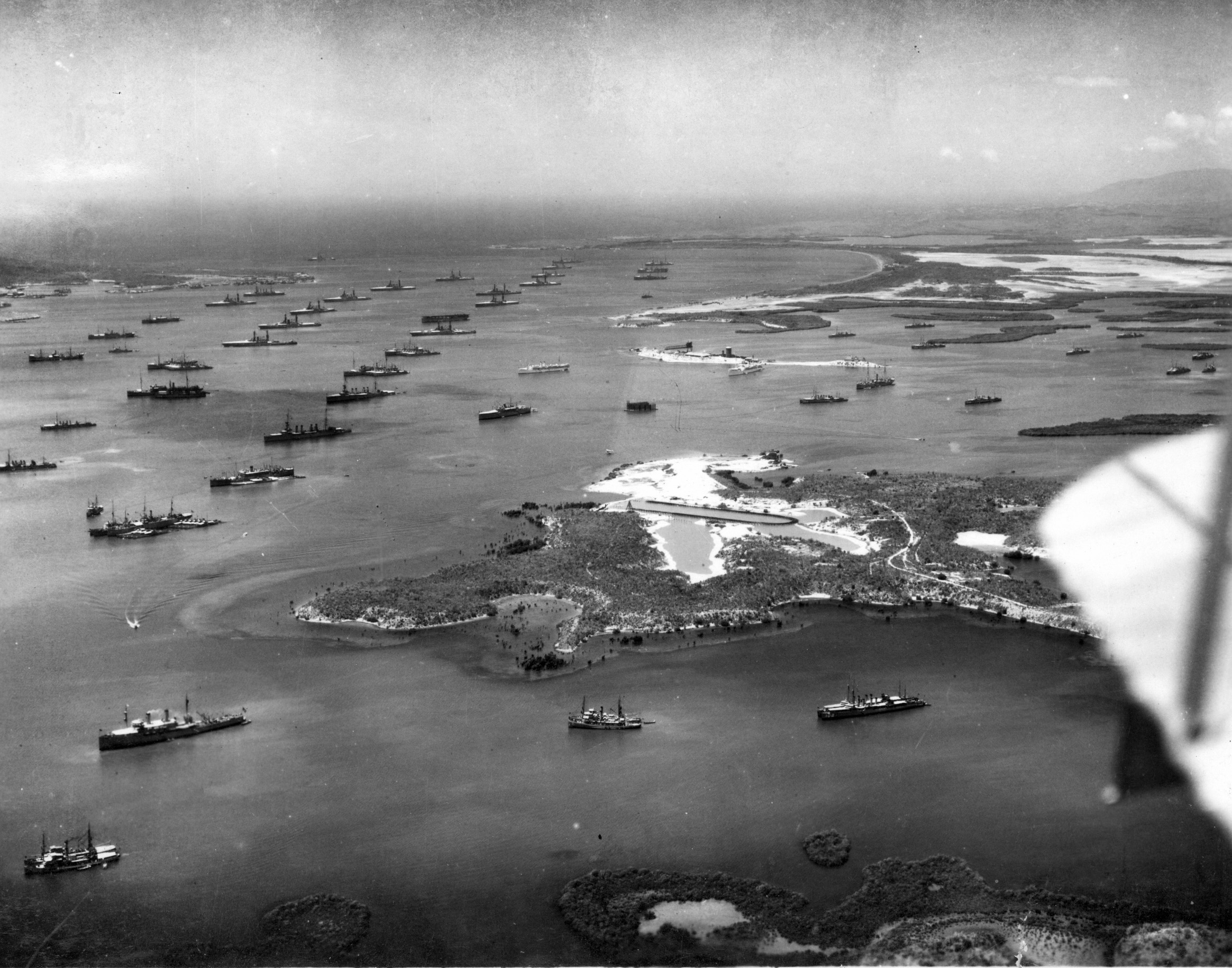
Flota estadounidense en la Bahía de Guantánamo, 1927. El portaaviones USS Langley (CV-1) se puede apreciar en la zona superior izquierda de la foto.

El recién formado protectorado estadounidense incorporó la Enmienda Platt en la Constitución cubana. El tratado cubano-estadounidense establecía, entre otras cosas, que Estados Unidos tendría completo control y jurisdicción sobre la Bahía de Guantánamo, con propósitos de operar estaciones navales y de embarque, mientras que reconocía que Cuba mantenía su soberanía.
En 1905 hubo un requerimiento de ocupación de Cuba durante 3 años debido en parte a la Enmienda Platt. Un tratado en 1934 reafirmó el derecho de paso a Cuba y sus socios comerciales a través de la bahía, modificando el pago anual de una renta de 2000 dólares en monedas de oro, al valor equivalente en 1934 de 4085 dólares estadounidenses del Tesoro (U.S. Treasury Dollars), y agregó el requerimiento de que la terminación de esta renta requeriría el consentimiento de ambos gobiernos, o el abandono de la propiedad por Estados Unidos. En 1961 se interrumpe la relación entre Estados Unidos y Cuba, tras la Revolución cubana.
En la actualidad la base Gitmo es la única base estadounidense en operación en un estado socialista. Desde la llegada al poder de Fidel Castro, solamente ha cobrado una renta del alquiler, mientras que firmemente rechaza cobrar a cualquier otro gobierno, ya que ve esta base como ilegítima. No obstante, mientras no existían relaciones diplomáticas entre Estados Unidos y Cuba, Estados Unidos accedió mandar de regreso a fugitivos de la ley cubana a las autoridades de Cuba, y esta por su parte accedió a devolver a Estados Unidos a fugitivos de la ley estadounidense que hayan cometido delitos en Guantánamo.

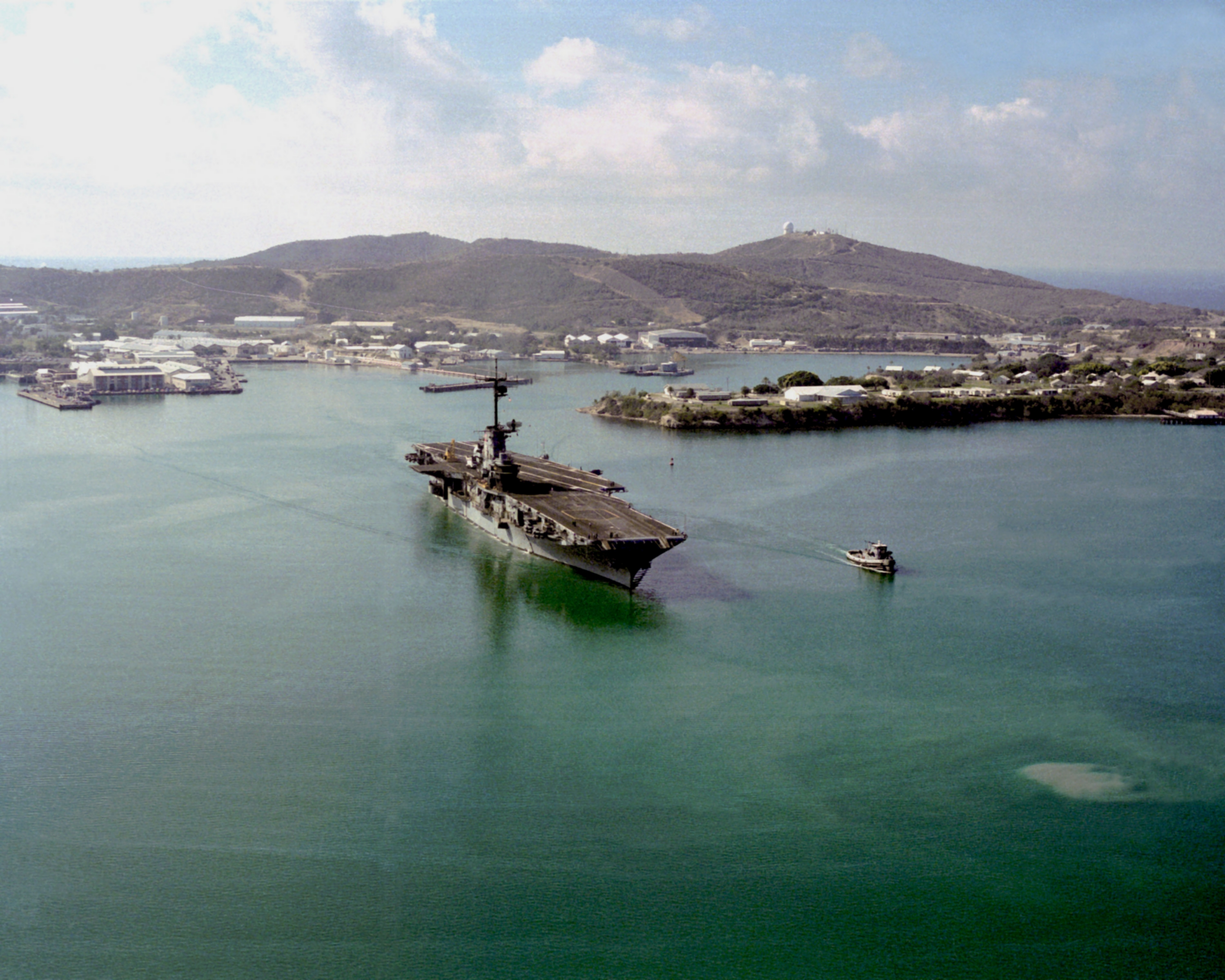
El portaviones saliendo de Guantánamo en 1991.

El control de este territorio cubano por parte de los estadounidenses nunca ha estado bien visto entre los cubanos.[cita requerida] El Gobierno de Cuba ha denunciado constantemente que el artículo 52 de la Convención de Viena de 1969, declara la abolición de un tratado si se concluye que se ha usado la fuerza o intervención, en este caso la inclusión de la Enmienda Platt en la Constitución cubana. Estados Unidos advirtió a la Convención Constitucional de Cuba sobre no modificar la enmienda, y se les ordenó a las tropas estadounidenses no abandonar Cuba hasta que los términos sean adoptados como una condición para garantizar independencia a Estados Unidos.
El gobierno cubano dejó de proveer el abastecimiento de agua para la base, provocando que Estados Unidos importara el agua desde Jamaica y construyese plantas de desalinización. En la actualidad, la base es autosuficiente y produce su propia electricidad y agua de consumo. Los últimos dos cubanos, ambos de edad avanzada, que trabajaban diariamente dentro de la base, cruzando desde Cuba, se jubilaron el 31 de diciembre de 2012. El gobierno cubano prohíbe más reclutamiento de personal desde Cuba. Cuenta además con un centro comercial, oficina postal, ocho bares, restaurantes, estación de bomberos, gasolinera, una capilla, una mezquita, piscina, dos cines al aire libre, un hospital, una casa de cambios, una estación de radio y dos colegios.

## Geografía

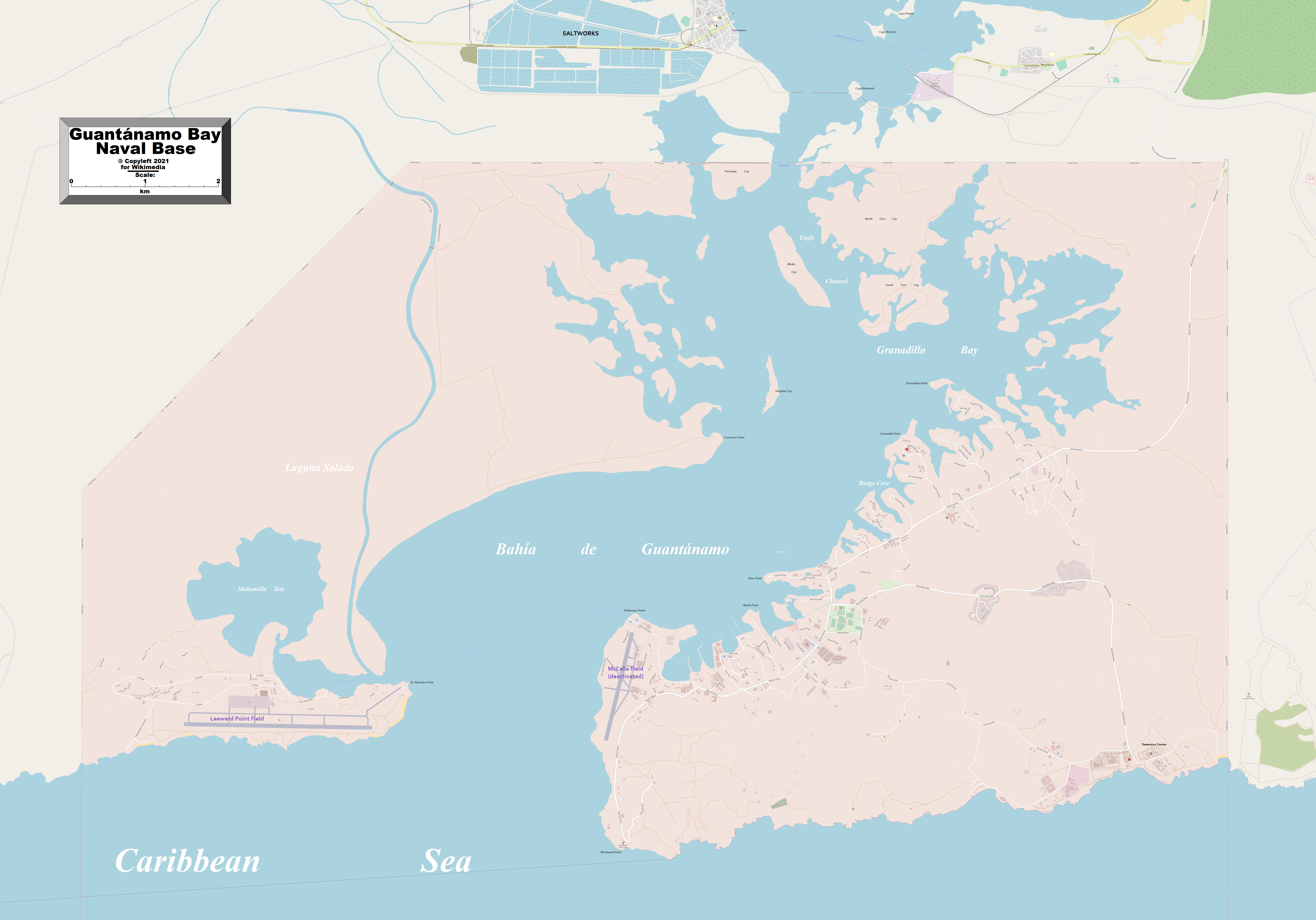
Mapa detallado y ampliable que muestra la Base Naval de la Bahía de Guantánamo y sus límites.

La Base Naval se divide en tres secciones geográficas principales: Punta de Sotavento, Punta de Barlovento y Bahía de Guantánamo.  La Bahía de Guantánamo divide físicamente la Estación Naval en secciones.  La bahía se extiende más allá de los límites de la base hacia Cuba, donde la bahía se conoce como Bahía de Guantánamo.  La Bahía de Guantánamo contiene varios cayos, que se identifican como Cayo Hospital, Cayo Medico, Cayo North Toro y Cayo South Toro.[cita requerida]

Ubicación en el mapa de Cuba

El Leeward Point de la Estación Naval es el sitio del aeródromo activo.  Las principales características geográficas de Leeward Point incluyen la bahía de Mohomilla y el río Guantánamo.  Existen tres playas en el lado de Sotavento.  Dos están disponibles para uso de los residentes de la base, mientras que el tercero, Playa Hicacal, está cerrado.
Windward Point contiene la mayoría de las actividades de la Estación Naval.  Hay nueve playas disponibles para el personal de la base.  El punto más alto en la base es la colina John Paul Jones con un total de 495 pies (151 m).  La geografía de Windward Point es tal que hay muchas calas y penínsulas a lo largo de la costa de la bahía que proporcionan áreas ideales para amarrar barcos. 
Según Stephen Benz, Stephen Crane describió el área como "escarpada" y "cortada con barrancos".  También describió la costa como cubierta de crestas y "acantilados calcáreos".[cita requerida]

## La “tierra de nadie” y el Cactus Courtain

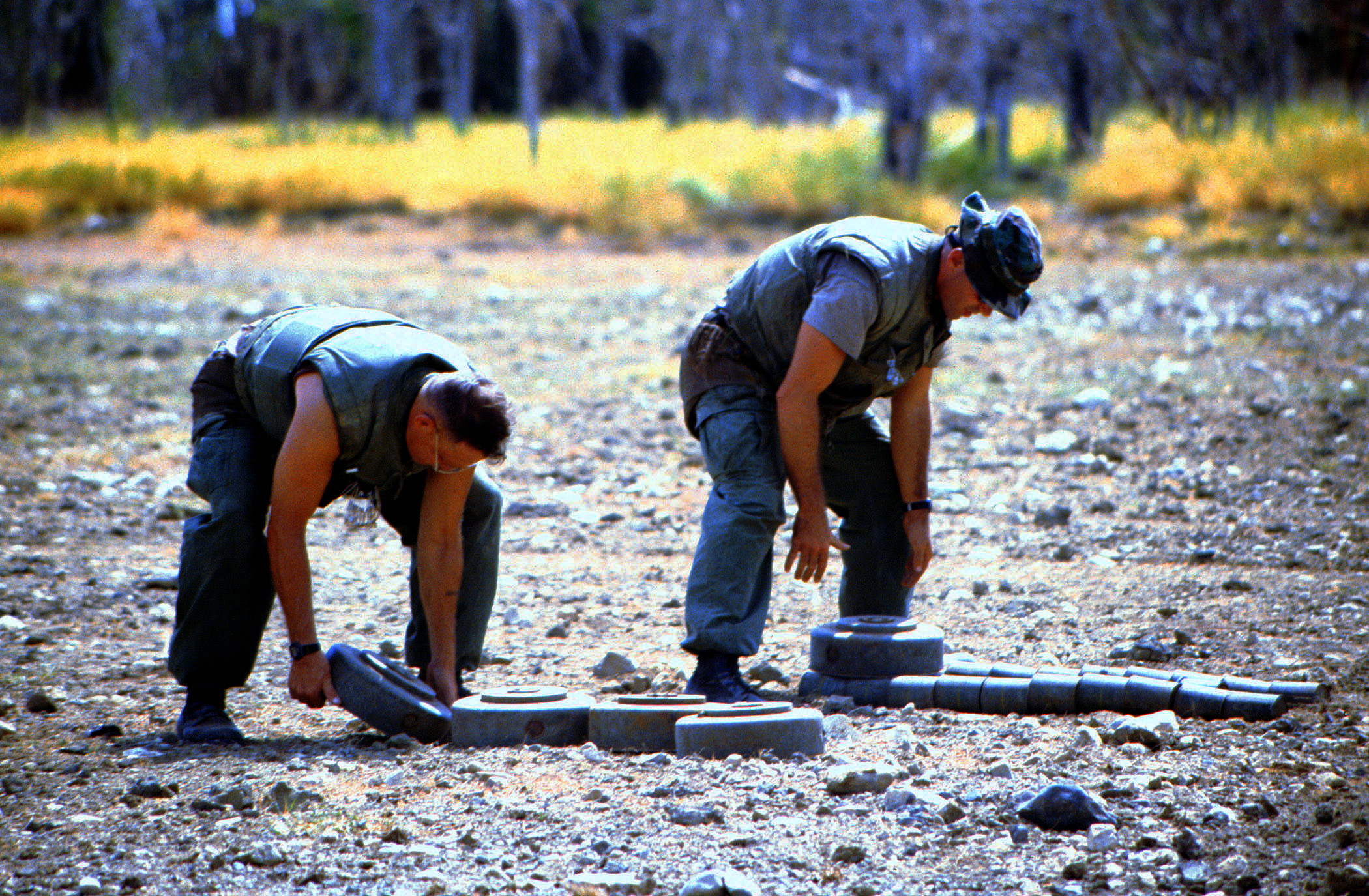
Marines del ejército estadounidense desmantelan minas terrestres en julio de 1997.

El Cactus Courtain (lit. “Cortina de cactus”) es un término que describe la línea que separa la base naval del territorio controlado por Cuba.  Después de la Revolución Cubana, algunos cubanos buscaron refugio en la Base Naval de la Bahía de Guantánamo.  A fines de 1961, las tropas cubanas plantaron una barrera de cactus Opuntia de 8 millas (13 km) de largo y 10 pies (3,0 m) de ancho a lo largo de la sección noreste de la cerca de 17 millas (27 km) que rodea la base para prevenir  evasión del puesto de control al moverse entre la base y Cuba propiamente dicha.  Esto se denominó la “Cortina de Cactus”, una alusión a la Cortina de Hierro en Europa, la Cortina de Bambú en Asia Oriental o la Cortina de Hielo en el Estrecho de Bering.
La cortina forma parte de una "tierra de nadie" que rodea la base.  Esta área se completa con patrullas perimetrales, puestos de avanzada con sacos de arena y torres de vigilancia, y se ha complementado con cercas de alambre de púas, campos de minas y cactus.  Además de los cactus, tanto las tropas estadounidenses como las cubanas erigieron, mantuvieron y, de otro modo, tripularon estas defensas, principalmente para evitar la evasión de los puestos de control y una posible invasión desde el otro lado.

### Minas terrestres
Las tropas estadounidenses y cubanas colocaron unas 55.000 minas terrestres antipersonal y antitanques en la "tierra de nadie" alrededor del perímetro de la base naval, creando el segundo campo de minas más grande del mundo y el más grande del hemisferio occidental.  Inicialmente, las minas fueron colocadas por tropas estadounidenses, quienes también colocaron carteles que decían que las minas terrestres eran "precauciones" y no deberían considerarse "agresivas".  En respuesta, las tropas cubanas también colocaron sus propias minas, y ambas partes terminaron sus campos de minas en 1961. Entre 1961 y 1965, las explosiones de minas terrestres provocaron la muerte de al menos 10 personas, incluso como resultado de accidentes de ingeniería y asistentes a fiestas nocturnas.  El 16 de mayo de 1996, el presidente de los Estados Unidos, Bill Clinton, ordenó el desminado del campo estadounidense.  Desde entonces, han sido reemplazados por sensores de movimiento y sonido para detectar intrusos en la base. El gobierno cubano no ha removido su correspondiente campo minado fuera del perímetro.

## Detención de prisioneros

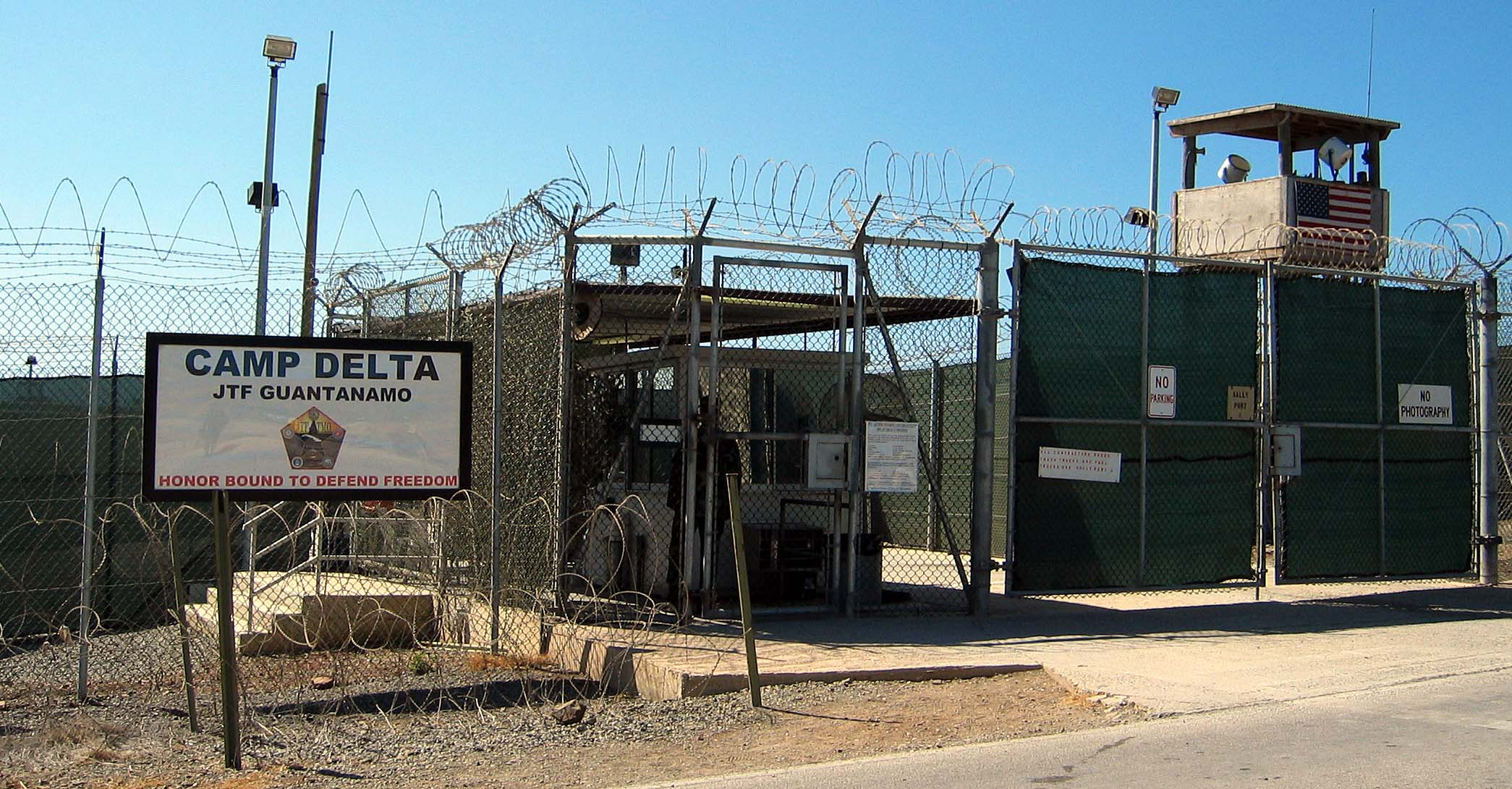
La entrada al campamento 1 del campo de detención Camp Delta.

En el último cuarto del siglo XX, la base fue usada como centro de reclusión para refugiados cubanos y haitianos interceptados en alta mar. Sin embargo, comenzando el año 2002, una pequeña porción de la base fue usada para albergar dentro de los campos X-Ray, Delta y Echo, a prisioneros sospechosos de nexos con Al-Qaeda y el ejército talibán que fueron capturados en Afganistán. La publicidad más reciente divulgó la transferencia de prisioneros, el 22 de septiembre de 2004, cuando 10 prisioneros fueron traídos desde Afganistán. Finalmente, fueron encarcelados en la base sin ningún cargo.
El estatus legal tan peculiar de la Bahía de Guantánamo fue un factor para elegirla como centro de detención. Debido a que la soberanía de la Bahía de Guantánamo reside en Cuba, el gobierno estadounidense argumentó que la gente detenida en Guantánamo se encontraba legalmente fuera de su país y no tenían los derechos constitucionales que tendrían si estuvieran retenidos en él. Durante 2004, la Corte Suprema rechazó este argumento en el caso Rasul contra Bush, con la decisión mayoritaria, y se estableció que los prisioneros en Guantánamo tengan acceso a cortes estadounidenses, citando el hecho de que Estados Unidos tiene el control exclusivo sobre la Bahía de Guantánamo.

## Empresas y negocios

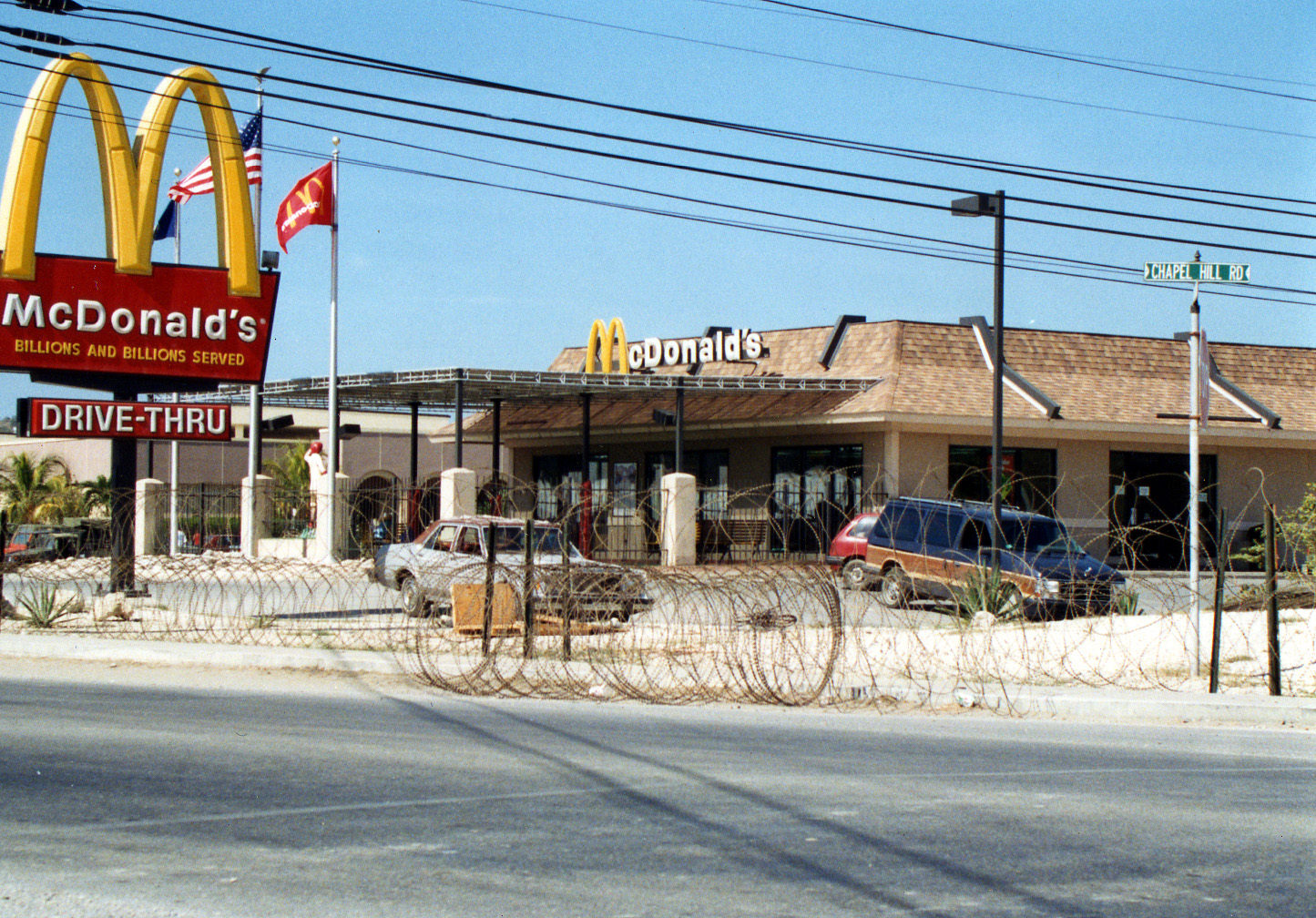
Restaurante McDonald's en la base.

A pesar de la prohibición del establecimiento de "empresas comerciales o de otro tipo" como se establece en el artículo 3 de la segunda parte del contrato de arrendamiento, se han abierto varias empresas en la base militar.  Un puesto de helados Baskin-Robbins, que abrió en la década de 1980, fue una de las primeras franquicias comerciales permitidas en la base.  A principios de 1986, la base agregó el primer y único restaurante McDonald's en Cuba.  En 2002 se abrió un restaurante Subway. En 2004, se abrió un restaurante combinado de KFC y A&W en la bolera y se añadió un Pizza Hut Express al restaurante Windjammer.  También hay una cafetería que vende café Starbucks, y hay un restaurante combinado de KFC y Taco Bell.
La mayoría de los restaurantes de la instalación son franquicias que pertenecen al Departamento de la Marina y son operados por él.  Todas las ganancias de estos restaurantes se utilizan para apoyar las actividades de moral, bienestar y recreación (MWR) para el personal de servicio y sus familias.  Estos restaurantes se encuentran dentro de la base;  como tales, no son accesibles para los cubanos.

## Unidades y comandos

### Unidades para residentes
- Sede, Estación Naval de la Bahía de Guantánamo.

- Mesa de servicio al cliente (CSD).

- Fuerza de Tarea Conjunta, Guantánamo.

- Sede, JTF Guantánamo.

- Grupo de detención conjunta.

- Grupo de Inteligencia Conjunto.

- Grupo Médico Conjunto.

- Destacamento de Seguridad Marítima de la Guardia Costera de los EE. UU., Bahía de Guantánamo.

- Unidad de radio y televisión AFN Guantánamo.

- Compañía de la Fuerza de Seguridad del Cuerpo de Marines.

- Área de Computación y Telecomunicaciones Naval Estación Maestra Destacamento Atlántico, Bahía de Guantánamo.

- Hospital Naval de la Bahía de Guantánamo.

- Suministro de la Marina.

- Fuerzas de Seguridad de la Marina.

- Destacamento SEABEE.

- Destacamento de aviación de la Guardia Costera de EE. UU., Bahía de Guantánamo.

### Unidades asignadas
- Escuadrón compuesto de flota diez (VC-10) (1965-1993).

- Fuerza de Defensa Terrestre del Cuerpo de Marines de los Estados Unidos (GDF) (1977-2000 [redesignada como Compañía de las Fuerzas de Seguridad del Cuerpo de Marines el 1 de septiembre de 2000]).

- Actividad del Grupo de Seguridad Naval (Compañía L) (1966-2001).

- Actividad de mantenimiento intermedio en tierra (SIMA) (1903-1995).

- Grupo de entrenamiento de flotas (FTG) (1943-1995).

- Embarcación portuaria YC 1639.

- Leeward (YFB-92) (ferry).

- Barlovento (YFB-93) (ferry).

- YON 258 (barcaza de fuel oil no autopropulsada).

- USS Wanamassa (YTB-820) (remolcador de puerto grande).

- LCU 1671 y MK-8: lancha de desembarco utilizada como transbordador alternativo para el transporte a áreas inaccesibles por el transbordador principal y para mover carga peligrosa.

- GTMO-5, GTMO-6 y GTMO-7 (botes utilitarios de 50 pies): se utilizan para el transporte de personal fuera del horario del ferry.

### Contratistas civiles
Además de los miembros del servicio, la base alberga una gran cantidad de contratistas civiles que trabajan para el ejército.  Muchos de estos contratistas son trabajadores migrantes de Jamaica y Filipinas, y se cree que constituyen hasta el 40% de la población de la base.
Entre los principales contratistas que trabajan en NSGB se encuentran los siguientes: [cita requerida]
- KBR.

- Compañía de navegación de línea Schuyler (SLNC).

- Sistemas de comunicación por satélite incorporados.

- Centerra.

- EMCOR.

- Contratista Mecánico de las Islas.

- Dirección de obra Munilla.

- Construcción RQ.

- Construcción MCM.

- Servicios mundiales de J&J.

### Envío de carga
El transporte marítimo es proporcionado por Schuyler Line Navigation Company, un transportista marítimo de bandera de los EE. UU.  Schuyler Line opera bajo contrato con el gobierno para brindar suministros de sostenimiento y construcción a la base.